# Anteraxantina
L'anteraxantina è un carotenoide. Rappresenta un composto intermedio nella trasformazione della violaxantina in zeaxantina.